# Ижевское сельское поселение (Кировская область)
Иже́вское се́льское поселе́ние — упразднённое муниципальное образование в составе Пижанского района Кировской области.
Административный центр — деревня Павлово.

## География
По территории поселения протекает река Пижма, её крупный приток Иж и притоки Ижа Кермеж и Малый Кермеж .

## История
До прихода русской администрации эти земли входили в крупнейшее на севере Марийского края протофеодальное образование — Ижмаринское княжество. С появлением в районе русских и постройкой крепости в Яранске земли входят в Яранский уезд.
Ижевское сельское поселение образовано 1 января 2006 года согласно Закону Кировской области от 07.12.2004 № 284-ЗО.
К 2021 году упразднено в связи с преобразованием муниципального района в муниципальный округ.

## Население
| 2010  | 2012  | 2013  | 2014  | 2015  | 2016  | 2017  |
| ----- | ----- | ----- | ----- | ----- | ----- | ----- |
| 1329  | ↘1290 | ↘1260 | ↘1243 | ↘1195 | ↘1179 | ↘1130 |
| 2018  | 2019  | 2020  | 2021  |       |       |       |
| ↘1109 | ↘1078 | ↘1041 | ↘926  |       |       |       |

## Состав сельского поселения
В состав сельского поселения входят 16 населённых пунктов:
| №  | Населённый пункт | Тип населённого пункта          | Население |
| -- | ---------------- | ------------------------------- | --------- |
| 1  | Борок            | деревня                         | 28        |
| 2  | Будилово         | деревня                         | 20        |
| 3  | Ветлугаи         | деревня                         | 16        |
| 4  | Дуброва          | деревня                         | 0         |
| 5  | Емельяново       | деревня                         | 5         |
| 6  | Иж               | село                            | 55        |
| 7  | Коровино         | деревня                         | 0         |
| 8  | Ларичи           | деревня                         | 53        |
| 9  | Лом-Комары       | деревня                         | 67        |
| 10 | Нагорная         | деревня                         | 4         |
| 11 | Павлово          | деревня, административный центр | 731       |
| 12 | Подгорная        | деревня                         | 16        |
| 13 | Соломино         | село                            | 110       |
| 14 | Турусиново       | деревня                         | 109       |
| 15 | Чекмари          | деревня                         | 109       |
| 16 | Чуманеево        | деревня                         | 6         |

### Упразднённые населённые пункты
- Большой Миклянур
- Малый Миклянур
- Христолюбово
- Хорошавино
- Дуброва